# Mark Wayne Clark
Mark Wayne Clark (n. 1 mai 1896, Sackets Harbor⁠(d), Comitatul Jefferson, New York, New York, SUA – d. 17 aprilie 1984, Charleston, Carolina de Sud, SUA) a fost un general american, dintre principalii comandanți militari americani din timpul celui de-al Doilea Război Mondial. 

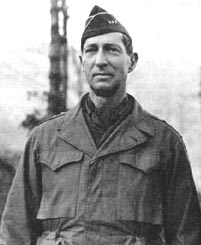
Generalul american Mark Wayne Clark.

În Primul Război Mondial la comanda unei companii a fost grav rănit de un șrapnel. După război abilitățile sale au fost descoperite de generalul George Marshall.
În timpul celui de-al Doilea Război Mondial a primit comanda trupelor americane în Italia, fiind cunoscut despre intrarea sa triumfală în Roma, prima capitală a Axei care a depus armele.  
În 1945, Clark a devenit cel mai tânăr american, care a fost promovat la rangul de general.
După ieșirea la pensie a ocupat funcția de președinte al Colegiului Militar The Citadel (1954-1966).